# BeFour/Diskografie
Diese Diskografie ist eine Übersicht über die musikalischen Werke der deutschen Popband beFour. Den Quellenangaben zufolge hat sie bisher mehr als eine Million Tonträger verkauft. Ihre erfolgreichste Veröffentlichung ist das Debütalbum All 4 One mit über 225.000 verkauften Einheiten.

## Alben

### Studioalben
| Jahr | Titel Musiklabel                                | Höchstplatzierung, Gesamtwochen, AuszeichnungChartplatzierungen (Jahr, Titel, Musiklabel, Platzierungen, Wochen, Auszeichnungen, Anmerkungen) | Höchstplatzierung, Gesamtwochen, AuszeichnungChartplatzierungen (Jahr, Titel, Musiklabel, Platzierungen, Wochen, Auszeichnungen, Anmerkungen) | Höchstplatzierung, Gesamtwochen, AuszeichnungChartplatzierungen (Jahr, Titel, Musiklabel, Platzierungen, Wochen, Auszeichnungen, Anmerkungen) | Anmerkungen                                              |
| Jahr | Titel Musiklabel                                | DE | AT | CH | Anmerkungen                                              |
| ---- | ----------------------------------------------- | --- | --- | --- | -------------------------------------------------------- |
| 2007 | All 4 One Pop‘n’Roll Entertainment (Edel)       | DE1 Platin · (25 Wo.)DE | AT2 Gold · (17 Wo.)AT | CH1 Gold · (16 Wo.)CH | Erstveröffentlichung: 13. Juli 2007 Verkäufe: + 225.000  |
| 2008 | We Stand United Pop‘n’Roll Entertainment (Edel) | DE10 Gold · (23 Wo.)DE | AT4 (20 Wo.)AT | CH10 (21 Wo.)CH | Erstveröffentlichung: 18. April 2008 Verkäufe: + 100.000 |
| 2009 | Friends 4 Ever Pop‘n’Roll Entertainment (Edel)  | DE7 (11 Wo.)DE | AT6 (9 Wo.)AT | CH9 (11 Wo.)CH | Erstveröffentlichung: 6. Februar 2009                    |

### Weihnachtsalben
| Jahr | Titel Musiklabel                                                | Höchstplatzierung, Gesamtwochen, AuszeichnungChartplatzierungen (Jahr, Titel, Musiklabel, Platzierungen, Wochen, Auszeichnungen, Anmerkungen) | Höchstplatzierung, Gesamtwochen, AuszeichnungChartplatzierungen (Jahr, Titel, Musiklabel, Platzierungen, Wochen, Auszeichnungen, Anmerkungen) | Höchstplatzierung, Gesamtwochen, AuszeichnungChartplatzierungen (Jahr, Titel, Musiklabel, Platzierungen, Wochen, Auszeichnungen, Anmerkungen) | Anmerkungen                                                 |
| Jahr | Titel Musiklabel                                                | DE | AT | CH | Anmerkungen                                                 |
| ---- | --------------------------------------------------------------- | --- | --- | --- | ----------------------------------------------------------- |
| 2007 | Hand in Hand – The Winter Album Pop‘n’Roll Entertainment (Edel) | DE10 Gold · (11 Wo.)DE | AT3 (8 Wo.)AT | CH13 (13 Wo.)CH | Erstveröffentlichung: 16. November 2007 Verkäufe: + 100.000 |

## Singles
| Jahr | Titel Album                                  | Höchstplatzierung, Gesamtwochen, AuszeichnungChartplatzierungen (Jahr, Titel, Album, Platzierungen, Wochen, Auszeichnungen, Anmerkungen) | Höchstplatzierung, Gesamtwochen, AuszeichnungChartplatzierungen (Jahr, Titel, Album, Platzierungen, Wochen, Auszeichnungen, Anmerkungen) | Höchstplatzierung, Gesamtwochen, AuszeichnungChartplatzierungen (Jahr, Titel, Album, Platzierungen, Wochen, Auszeichnungen, Anmerkungen) | Anmerkungen                                                         |
| Jahr | Titel Album                                  | DE | AT | CH | Anmerkungen                                                         |
| ---- | -------------------------------------------- | --- | --- | --- | ------------------------------------------------------------------- |
| 2007 | Magic Melody All 4 One                       | DE16 (13 Wo.)DE | AT11 (17 Wo.)AT | CH14 (15 Wo.)CH | Erstveröffentlichung: 15. Juni 2007 Original: Ruki wwerch – Pesenka |
| 2007 | How Do You Do? All 4 One                     | DE12 (11 Wo.)DE | AT5 (17 Wo.)AT | CH11 (10 Wo.)CH | Erstveröffentlichung: 10. August 2007                               |
| 2007 | Little, Little Love All 4 One                | DE27 (9 Wo.)DE | AT30 (7 Wo.)AT | CH27 (5 Wo.)CH | Erstveröffentlichung: 14. September 2007                            |
| 2007 | Hand in Hand Hand in Hand – The Winter Album | DE27 (7 Wo.)DE | AT8 (7 Wo.)AT | CH73 (1 Wo.)CH | Erstveröffentlichung: 9. November 2007                              |
| 2008 | Live Your Dream We Stand United              | DE16 (9 Wo.)DE | AT17 (11 Wo.)AT | CH29 (7 Wo.)CH | Erstveröffentlichung: 14. März 2008                                 |
| 2009 | No Limit Friends 4 Ever                      | DE21 (9 Wo.)DE | AT13 (7 Wo.)AT | CH29 (7 Wo.)CH | Erstveröffentlichung: 16. Januar 2009 Original: 2 Unlimited         |
| 2009 | Ding-A-Dong Friends 4 Ever                   | DE61 (4 Wo.)DE | — | — | Erstveröffentlichung: 17. April 2009 Original: Teach-In             |

## Videoalben und Musikvideos

### Videoalben
| Jahr | Titel Musiklabel                                          | Höchstplatzierung, Gesamtwochen, AuszeichnungChartplatzierungen (Jahr, Titel, Musiklabel, Platzierungen, Wochen, Auszeichnungen, Anmerkungen) | Höchstplatzierung, Gesamtwochen, AuszeichnungChartplatzierungen (Jahr, Titel, Musiklabel, Platzierungen, Wochen, Auszeichnungen, Anmerkungen) | Höchstplatzierung, Gesamtwochen, AuszeichnungChartplatzierungen (Jahr, Titel, Musiklabel, Platzierungen, Wochen, Auszeichnungen, Anmerkungen) | Anmerkungen                                               |
| Jahr | Titel Musiklabel                                          | DE | AT | CH | Anmerkungen                                               |
| ---- | --------------------------------------------------------- | --- | --- | --- | --------------------------------------------------------- |
| 2007 | beFour: Der Film! Pop‘n’Roll Entertainment (Edel)         | — | AT6 (2 Wo.)AT | — | Erstveröffentlichung: 28. September 2007                  |
| 2008 | beFour: Das Star-Tagebuch Pop‘n’Roll Entertainment (Edel) | — | AT6 (3 Wo.)AT | CH3 (3 Wo.)CH | Erstveröffentlichung: 15. August 2008 mit Christian Petru |

### Musikvideos
| Jahr | Titel                       | Regisseur(e)     |
| ---- | --------------------------- | ---------------- |
| 2007 | Magic Melody                | Mark Feuerstake  |
| 2007 | How Doy You Do? / All 4 One | Mark Feuerstake  |
| 2007 | Little, Little Love         | Mark Feuerstake  |
| 2007 | Hand in Hand                | Mark Feuerstake  |
| 2007 | Come Fly with Me            | Mark Feuerstake  |
| 2008 | Live Your Dream             | Mark Feuerstake  |
| 2008 | We Stand United             | Mark Feuerstake  |
| 2009 | No Limit                    | Nikolaj Georgiew |
| 2009 | Ding-A-Dong                 | Nikolaj Georgiew |

## Sonderveröffentlichungen
| Jahr | Titel Album                                                | Anmerkungen                                                                |
| ---- | ---------------------------------------------------------- | -------------------------------------------------------------------------- |
| 2007 | I Wan’na Be Like You Das Dschungelbuch Original Soundtrack | Erstveröffentlichung: 19. Oktober 2007 Original: Phil Harris & Louis Prima |

## Hörspiele
| Jahr | Titel Musiklabel                                                                  | Anmerkungen                          |
| ---- | --------------------------------------------------------------------------------- | ------------------------------------ |
| 2008 | beFour Undercover – Folge 1: Das Nudeldesaster & Wie Verhext Edelkids (Edel)      | Erstveröffentlichung: 23. Mai 2008   |
| 2008 | beFour Undercover – Folge 2: Von Spinnen und Spinnern & Das Virus Edelkids (Edel) | Erstveröffentlichung: 23. Mai 2008   |
| 2009 | beFour im Schlaraffenland Pop‘n’Roll Entertainment (Edel)                         | Erstveröffentlichung: 17. April 2009 |

## Statistik

### Chartauswertung
|                     | DE    | AT    | CH    |
| ------------------- | ----- | ----- | ----- |
| Nummer-eins-Alben   | DE1DE | AT—AT | CH1CH |
| Top-10-Alben        | DE4DE | AT4AT | CH3CH |
| Alben in den Charts | DE4DE | AT4AT | CH4CH |

|                       | DE    | AT    | CH    |
| --------------------- | ----- | ----- | ----- |
| Nummer-eins-Singles   | DE—DE | AT—AT | CH—CH |
| Top-10-Singles        | DE—DE | AT2AT | CH—CH |
| Singles in den Charts | DE7DE | AT6AT | CH6CH |

|                          | DE    | AT    | CH    |
| ------------------------ | ----- | ----- | ----- |
| Nummer-eins-Videoalben   | DE—DE | AT—AT | CH—CH |
| Top-10-Videoalben        | DE—DE | AT2AT | CH1CH |
| Videoalben in den Charts | DE—DE | AT2AT | CH1CH |

### Auszeichnungen für Musikverkäufe
Anmerkung: Auszeichnungen in Ländern aus den Charttabellen bzw. Chartboxen sind in ebendiesen zu finden.
| Land/RegionAuszeichnungen für Musikverkäufe (Land/Region, Auszeichnungen, Verkäufe, Quellen) | Gold     | Platin  | Verkäufe | Quellen           |
| -------------------------------------------------------------------------------------------- | -------- | ------- | -------- | ----------------- |
| Deutschland (BVMI)                                                                           | 2× Gold2 | Platin1 | 400.000  | musikindustrie.de |
| Österreich (IFPI)                                                                            | Gold1    | —       | 10.000   | ifpi.at           |
| Schweiz (IFPI)                                                                               | Gold1    | —       | 15.000   | hitparade.ch      |
| Insgesamt                                                                                    | 4× Gold4 | Platin1 |          |                   |